# مقاطعة جيفرسون (لويزيانا)
مقاطعة جيفرسون (بالإنجليزية: Jefferson Parish, Louisiana)‏ هي إحدى مقاطعات ولاية لويزيانا في الولايات المتحدة. تأسست سنة 1825، وتبلغ مساحتها 1663 كم2، بلغ عدد سكانها 433676 نسمة في عام 2010 حسب إحصاء مكتب تعداد الولايات المتحدة وتصل الكثافة السكانية فيها 573 نسمة/كم2.

## وصلات خارجية
- www.jeffparish.net
- United States Counties